# Il giardino indiano
Il giardino indiano (The Assam Garden) è un film del 1985 diretto da Mary Mc Murray, al suo esordio come regista. L'attrice protagonista è Deborah Kerr, alla sua ultima prova cinematografica.
Il film vinse nel 1986 il Premio AGIS-BNL del Bergamo Film Meeting.

## Trama
Helen Graham, sessantenne un po' snob di recente divenuta vedova, scopre che l'ampio giardino del suo defunto marito, che di professione era un diplomatico, è papabile per essere segnalato all'interno di una prestigiosa pubblicazione periodica sui più rappresentativi giardini d'Inghilterra. La donna dedica quindi le sue solitarie giornate alla manutenzione del giardino, ove sono presenti anche specie esotiche appositamente piantate da suo marito, nella speranza che superi il successivo expertise. 
Durante le sue infaticabili attività, un giorno Helen si imbatte in un'abitante del nuovo insediamento vicino alla sua proprietà, la signora Lal, che approfitta di un varco del grande giardino come scorciatoia per raggiungere il paese. Malgrado l'iniziale diffidenza, Helen accetta pian piano le cordiali intrusioni dell'espansiva signora Lal, che si presta a collaborare nei lavori di giardinaggio.
Tuttavia, la signora Lal ha nostalgia della nativa India e alla fine annuncia la sua partenza, lasciando di nuovo sola Helen, che intanto scopre che suo marito è morto lasciando debiti, per i quali ella potrebbe essere costretta a vendere la casa.

## Riconoscimenti
- 1987 - David di Donatello
  - Candidatura alla migliore attrice straniera a Deborah Kerr